# Осьмаков
Осьмаков — хутор в Алексеевском районе (городском округе, с 2018) Белгородской области, входит в состав Иващенковского сельского поселения.

## Описание
Расположен в восточной части области, в 27 км к юго-востоку от районного центра, города Алексеевки. 
| 1859 | 1897 | 2002 | 2010 |
| ---- | ---- | ---- | ---- |
| 805  | ↘791 | ↘180 | ↘154 |

Улицы и переулки
| - ул. Луговая - ул. Степная |

## История
В 1859 году - Бирюченского уезда «хутор владельческий Осьмаков (Волчки) при овраге Волчках» «по правую сторону большого почтового тракта от г. Бирюча до г. Острогожска» - 110 хозяйств, 805 жителей (399 муж., 406 жен.).
Упоминается в Памятной книжке Воронежской губернии за 1887 год как "слобода Осьмакова (Волчки)" Луценковской волости Бирюченского уезда. Число жителей обоего пола — 806, число дворов — 123.

## Известные люди
Осьмак, Татьяна Яковлевна (1927 — 1991) — передовик советского сельского хозяйства, Герой Социалистического Труда (1966).